# Samuel Birch (egiptólogo)
Samuel Birch (3 de noviembre de 1813-27 de diciembre de 1885) fue un egiptólogo inglés. Su publicación más conocida es History of Ancient Pottery, en dos volúmenes (1858).Su abuelo paterno, Samuel Birch, fue un conocido dramaturgo y alcalde (lord mayor) de la Ciudad de Londres (1814).

## Biografía
En 1836 comenzó a trabajar para el British Museum hasta que, en 1866, fue nombrado director del departamento de antigüedades orientales.
Charles Darwin le consulta respecto a la existencia de la paloma en la dieta de los antiguos egipcios para después citarle en el primer capítulo, dedicado a la ganadería, de su obra El origen de las especies (1859).
Murió el 27 de diciembre de 1885, siendo enterrado en el Cementerio de Highgate.